# RFC Warnant
RFC Warnant is een Belgische voetbalclub uit Warnant. De club heeft als clubkleuren groen en wit.

## Clubgeschiedenis
RFC Warnant werd in 1954 opgericht en kreeg stamnummer 5779 toegewezen. Ze heeft groen en wit als clubkleuren. Veel is er niet bekend over de geschiedenis van Warnant. Warnant ligt in Warnant-Dreye, een deelgemeente van Villers-le-Bouillet. Warnant-Dreye heeft 800 inwoners. Geen enkele club in de nationale reeksen komt uit zo'n klein dorp. Op de website van RFC Warnant valt helemaal geen extra info te vinden. De club heeft wel een Facebookpagina. We hebben wel gegevens vanaf 2010, Warnant speelde van 2010/2011 tot en met 2015/2016 in eerste provinciale Luik. In deze 5 jaar eindigde men bijna altijd in de subtop. In 2016/17 speelde de club voor het eerst in haar geschiedenis in de nationale reeksen, men degradeerde echter meteen terug naar eerste provinciale, hier verbleef Warant een seizoen. In dat seizoen werd men kampioen hierdoor promoveerde ze opnieuw. Tijdens 2019/20 stond men tot december bijna het gehele seizoen aan kop.
Na het seizoen 2023/24 degradeerde RFC Warnant vrijwillig naar 4e Provinciale. 

## Resultaten
| Seizoen | Klasse | Klasse | Klasse | Klasse | Klasse | Klasse | Klasse | Klasse | Klasse | Reeks                                                    | Punten                                                   | Opmerkingen |
|         | I      | I      | II     | III    | IV     | P.I    | P.II   | P.III  | P.IV   |                                                          |                                                          | |
| ------- | ------ | ------ | ------ | ------ | ------ | ------ | ------ | ------ | ------ | -------------------------------------------------------- | -------------------------------------------------------- | --- |
| 2010/11 |        |        |        |        |        | 6      |        |        |        | Eerste prov. Luik                                        | 51                                                       | |
| 2011/12 |        |        |        |        |        | 6      |        |        |        | Eerste prov. Luik                                        | 51                                                       | |
| 2012/13 |        |        |        |        |        | 3      |        |        |        | Eerste prov. Luik                                        | 52                                                       | |
| 2013/14 |        |        |        |        |        | 6      |        |        |        | Eerste prov. Luik                                        | 47                                                       | |
| 2014/15 |        |        |        |        |        | 7      |        |        |        | Eerste prov. Luik                                        | 49                                                       | |
| 2015/16 |        |        |        |        |        | 3      |        |        |        | Eerste prov. Luik                                        | 61                                                       | |
|         | 1A     | 1B     | 1Am    | 2Am    | 3Am    | P.I    | P.II   | P.III  | P.IV   | Vanaf 2016-17 zijn er 3 nationale en 2 regionale niveaus | Vanaf 2016-17 zijn er 3 nationale en 2 regionale niveaus | Vanaf 2016-17 zijn er 3 nationale en 2 regionale niveaus                                                        |
| 2016/17 |        |        |        |        | 13     |        |        |        |        | Derde klasse Am.                                         | 27                                                       | |
| 2017/18 |        |        |        |        |        | 1      |        |        |        | Eerste prov. Luik                                        | 80                                                       | |
| 2018/19 |        |        |        |        | 6      |        |        |        |        | Derde klasse Am.                                         | 48                                                       | |
| 2019/20 |        |        |        |        | 1      |        |        |        |        | Derde klasse Am.                                         | 52                                                       | |
| 2020/21 |        |        |        | -      |        |        |        |        |        | Tweede afdeling ACFF                                     | -                                                        | Competitie stopgezet wegens Covid-19                                                                            |
| 2021/22 |        |        |        | 3      |        |        |        |        |        | Tweede afdeling ACFF                                     | 61                                                       | |
| 2022/23 |        |        |        | 1      |        |        |        |        |        | Tweede afdeling ACFF                                     | 72                                                       | RFC Warnant vroeg geen licentie aan voor Eerste nationale. Hierdoor kon het, ondanks de titel, niet promoveren. |
| 2023/24 |        |        |        | 7      |        |        |        |        |        | Tweede afdeling ACFF                                     | 49                                                       | Herstart in 4e Provinciale.                                                                                     |
| 2024/25 |        |        |        |        |        |        |        |        | 5      | Vierde prov. Luik                                        | 59                                                       | |
| 2025/26 |        |        |        |        |        |        |        |        |        | Vierde prov. Luik                                        |                                                          | |